# Уразовский сельсовет (Нижегородская область)
Уразовский сельсовет — муниципальное образование в Краснооктябрьском районе Нижегородской области.
Административный центр — село Уразовка.

## История
Статус и границы сельского поселения установлены Законом Нижегородской области от 15 июня 2004 года № 60-З «О наделении муниципальных образований - городов, рабочих посёлков и сельсоветов Нижегородской области статусом городского, сельского поселения».

## Население
| 2002  | 2010  | 2012  | 2013  | 2014  | 2015  | 2016  |
| ----- | ----- | ----- | ----- | ----- | ----- | ----- |
| 3169  | ↘2789 | ↘2756 | ↘2656 | ↘2575 | ↘2519 | ↘2463 |
| 2017  | 2018  | 2019  | 2020  | 2021  |       |       |
| ↘2424 | ↘2371 | ↘2291 | ↘2230 | ↘2130 |       |       |

## Состав сельского поселения
| № | Населённый пункт | Тип населённого пункта       | Население |
| - | ---------------- | ---------------------------- | --------- |
| 1 | Актуково         | деревня                      | ↘253      |
| 2 | Антяровка        | деревня                      | ↘250      |
| 3 | Кадомка          | деревня                      | ↘4        |
| 4 | Красный Яр       | деревня                      | ↘140      |
| 5 | Кузьминка        | деревня                      | ↘194      |
| 6 | Овечий Овраг     | деревня                      | ↗322      |
| 7 | Уразовка         | село, административный центр | ↘1626     |